# Język sahu
Język sahu (a. sa’u, sahu’u, sau), także pa’disua-tala’i – język z prowincji Moluki Północne w Indonezji, używany przez grupę etniczną Sahu. Jego użytkownicy zamieszkują kabupaten Halmahera Barat (rejon miasta Jailolo) na wyspie Halmahera. Należy do grupy języków północnohalmaherskich w ramach postulowanej rodziny zachodniopapuaskiej.
W 2019 roku stwierdzono, że ludność Sahu liczy 25 tys. osób (kecamatany Sahu, Sahu Timur i Jailolo). W 1987 r. oszacowano, że dwa główne dialekty sahu mają łącznie 7500 użytkowników.
Dzieli się na dwa podstawowe dialekty: pa’disua i tala’i. Odmiany te mają wspólny rodowód, na co wskazują podobieństwa w fonologii i bliskość leksykalna (99%). C.L. Voorhoeve i L.E. Visser do dialektów sahu zaliczyli także nieco bardziej odrębne waioli i gamkonora (alternatywnie rozpatrywane jako blisko spokrewnione języki w obrębie grupy języków sahu). Ich użytkownicy nie posługują się nazwą „sahu”, a grupy Gamkonora i Waioli są społecznie odrębne od Tala’i i Pa’disua.
Jest zagrożony wymarciem. W latach 80. XX w. zaobserwowano, że zaczął być porzucany na rzecz indonezyjskiego i malajskiego Moluków Północnych. Wśród młodszego pokolenia malajski stał się dominującym środkiem komunikacji. L.E. Visser (1984/1994) odnotowała, że osoby w wieku 20–40 lat wciąż mają czynną znajomość sahu, przy czym doszło do zaniku rejestru rytualnego i formalnego. W pobliżu ujścia rzeki Ibu występował niegdyś kolejny dialekt, który dziś jest już prawie wymarły (w 2018 r. znały go tylko trzy osoby). Do pocz. XX w. ibu został praktycznie wyparty przez języki ternate i tabaru.
Wykazuje znaczne wpływy języka ternate, który był używany przez miejscowy sułtanat i który pozostał w użyciu jako język rytualny. Niegdyś ternate służył też jako środek komunikacji pisanej. W nowszych czasach również ten język stracił na znaczeniu (jest nieznany młodszym grupom wiekowym). Na terytorium sahu występują także języki austronezyjskie – poza malajskim są to języki imigrantów z innych zakątków kraju, zwłaszcza z Makian i wysp Sangir.
Struktura gramatyczna sahu została przekształcona wskutek kontaktu zarówno z malajskim/indonezyjskim, jak i ternate. Wpływ malajskiego doprowadził do powstania kontinuum rejestrów językowych, od „czystego” sahu do malajskiego poddanego releksyfikacji. Zmiany dotyczą m.in. użycia tradycyjnego systemu czasownikowego (z afiksami wskazującymi na podmiot i dopełnienie), który nabrał charakteru formalnego bądź archaicznego. Dodatkowo w sahu występuje szyk zdania SVO, mimo że w językach Halmahery przeważa SOV; przypuszczalnie cecha ta została zapożyczona z języka ternate. Również nazwa „sahu” ma swoje źródło w tym języku; rodzime określenie sahu to sawuwu’u lub suwuwu’u. 
W latach 1979–1988 badania wśród Sahu prowadziła L.E. Visser, skupiając się na ich języku i kulturze. Miejscowy język został opisany w postaci obszernego opracowania (Sahu-Indonesian-English dictionary and Sahu grammar sketch, 1987) . Wcześniejsze materiały ograniczają się do pewnych danych leksykalnych i porównawczych. W 2021 r. ukazał się kolejny słownik tego języka (Kamus dwibahasa Indonesia-Sahu), stworzony pod auspicjami Kantor Bahasa Provinsi Maluku Utara. Sahu jest zapisywany alfabetem łacińskim.